# Биденко, Тарас Александрович
Тарас Биденко (родился 8 февраля 1980 года в Киеве, Украинская ССР) — украинский боксёр-профессионал, выступавший в тяжёлой весовой категории.

## Профессиональная карьера
Тарас Биденко дебютировал на профессиональном ринге в июне 2000 года в тяжёлой весовой категории. Первый бой выиграл нокаутом в 5-м раунде 6-раундового поединка, и покинул профессиональный бокс почти на 2 года. Вернулся в 2002 году, и провёл ещё 2 рейтинговых поединка.

### Биденко против Николая Валуева
В июле 2002 года, Тарас отправился в Южную Корею, чтобы уже в своём четвёртом поединке бороться в 12-раундовом бою за звание паназиатского чемпиона по версии PABA. Молодому, 22-летнему Тарасу, имеющему малый опыт боёв противостоял непобеждённый российский гигант, самый большой боксёр в истории, Николай Валуев (28-0). Валуев был намного опытнее, габаритнее, и превосходил Биденко почти по всем аспектам боксёрского мастерства. И выбор Тараса в качестве претендента был весьма сомнительным. Украинец вышел на ринг полным андердогом, но сумел показать потрясающее упорство и стойкость. В 8-м раунде Тарас побывал в нокдауне, но общая картина боя была в пользу украинца. Бой вышел очень драматичным и напряжённым. Последний раунд Биденко вошёл в ближний бой с Валуевым, и несколько раз сильно потряс россиянина перед финальным гонгом. Результат был освистан залом. Победу присудили Валуеву. Но Тарас вырос в рейтингах, ведь не только сумел достоять все 12 раундов на начальном этапе карьеры против более опытного россиянина, но и дал российскому гиганту самый тяжёлый бой за его карьеру во всех 29 поединках.

### 2002—2007
Спустя несколько месяцев Валуев освободил титул PABA, и в октябре 2002 года, Биденко завоевал временный титул PABA, нокаутировав во втором раунде россиянина, Владислава Андреева. В конце 2002 года снова получил травму и более года не выходил на ринг.
Вернувшись в 2003 году снова стал побеждать рейтинговых боксёров, и 12 декабря 2004 года, вышел на ринг против румына Константина Онофрея, в бою за интернациональный титул чемпиона Германии и за интерконтинентальный титул чемпиона мира по версии WBO, и нокаутировал его в 7 раунде 12-раундового боя.
Следующий свой бой, в 2005 году, Биденко проиграл нокаутом соотечественнику Владимиру Вирчису (16-0).
После поражения стал выходить на ринг с высокой периодичностью, и против опытных боксёров. Так он победил Фабио Моли, непобеждённого Алексея Мазыкина (9-0), Алдо Коллендера (9-0), Андреса Сидона (32-6) и доминиканца Фернели Фелза (23-7).

### 30 июня 2007 года.Ричел Эрсисия — Тарас Биденко
|                  | | |
| Соперник         | Ричел Эрсисия                                                                                               | Ричел Эрсисия                                                                                               |
| Место проведения | «Порше-Арена», Штутгарт, Германия                                                                           | «Порше-Арена», Штутгарт, Германия                                                                           |
| Результат        | Победа Биденко по очкам единогласным решением судей в двенадцатираундовом бою                               | Победа Биденко по очкам единогласным решением судей в двенадцатираундовом бою                               |
| Статус           | Бой за звание чемпиона мира по версии WBA Inter-Continental                                                 | Бой за звание чемпиона мира по версии WBA Inter-Continental                                                 |
| Рефери           | Микаэль Хук                                                                                                 | Микаэль Хук                                                                                                 |
| Счёт судей       | Роберто Рамирес: (113—115, Биденко); Такэси Симакава: (113—115, Биденко); Филипп Вербек: (111—117, Биденко) | Роберто Рамирес: (113—115, Биденко); Такэси Симакава: (113—115, Биденко); Филипп Вербек: (111—117, Биденко) |
|                  | Эрсисия | Биденко |
| Вес              | 101,5 кг | 98,5 кг |

30 июня 2007 года Биденко вышел на ринг против голландского проспекта, Ричела Эрсисию (29-1). В ранних раундах Эрсисия ничего не мог противопоставить более быстрому и техничному Биденко. Более того, обладай украинец нокаутирующим ударом, Ричелу пришлось бы ещё тяжелее. Но в середине поединка соперник Эрсисии вследствие то ли усталости, то ли иных причин перестал проявлять должную активность, и голландцу удалось выровнять бой. В заключительных раундах Ричел имел некоторое преимущество, несомненно, превзойдя соперника в количестве и точности нанесенных ударов. По окончании боя все трое судей отдали победу Биденко, хотя лишь вердикты арбитров Рамиреса и Шимакавы отражали истинное положение дел в ринге.
- В октябре 2007 года Биденко победил по очкам опытного бразильского боксёра, Джорджа Ариса (41-9).
- А в мае 2008 года Тарас вышел на ринг с британским боксёром. Майклом Спроттом и победил его по очкам[3], и многих других боксёров. После очередной длинной победной серии, Тарас встретился с непобеждённым российским нокаутёром, Денисом Бойцовым.

### 6 июня 2009 года.Денис Бойцов — Тарас Биденко
|                  | | |
| Соперник         | Денис Бойцов | Денис Бойцов |
| Место проведения | «Koenig Pilsener Arena», Оберхаузен, Северный Рейн — Вестфалия, Германия | «Koenig Pilsener Arena», Оберхаузен, Северный Рейн — Вестфалия, Германия |
| Результат        | Победа Бойцова техническим нокаутом в 6-м раунде 12-раундового боя | Победа Бойцова техническим нокаутом в 6-м раунде 12-раундового боя |
| Статус           | Бой за звание интерконтинентального чемпиона по версии WBA (WBA Inter-Continental) в тяжёлом весе (первая защита Бойцова), бой за звание чемпиона Европы по версии WBO (WBO European) в тяжёлом весе | Бой за звание интерконтинентального чемпиона по версии WBA (WBA Inter-Continental) в тяжёлом весе (первая защита Бойцова), бой за звание чемпиона Европы по версии WBO (WBO European) в тяжёлом весе |
| Рефери           | Терри О’Коннор | Терри О’Коннор |
| Время            | 2:00 минут | 2:00 минут |
|                  | Бойцов | Биденко |
| Вес              | 100,0 кг | 99,0 кг |

Более года Биденко не выходил на ринг, и вернулся для встречи с российским проспектом, нокаутёром, Денисом Бойцовым. С первых минут поединка стало очевидным, что россиянин имеет значительное преимущество не только в ударной мощи, но и в скорости рук. В результате Биденко, который и сам ранее отличался хорошей скоростью и рефлексами, часто не успевал реагировать на молниеносные короткие «выстрелы» Бойцова. В этом бою украинец сделал ставку на работу с дальней дистанции джебом и сдвоенными слабоакцентированными ударами, однако его соперник действовал гораздо острее. Бойцов вариативно и успешно нападал, регулярно озадачивая оппонента многоударными комбинациями с чередованием атак в голову и корпус, а при необходимости жёстко встречал Биденко своевременными контратаками. Особенно удачнымо россиянин выглядел, когда при сближении с соперником наносил тому резкие апперкоты навстречу и сильные правые кроссы. В первых двух раундах боя превосходство Бойцова было небольшим, но, начиная с третьей трёхминутки, Денис стал наращивать преимущество. Именно в третьем раунде Бойцов впервые серьёзно потряс украинца очередным точным правым кроссом, хотя и не развил свой успех. В четвёртом раунде Биденко сосредоточился на атаках по корпусу, чем несколько нивелировал ощутимое превосходство Бойцова, но следующий трёхминутный отрезок опять прошёл под диктовку Дениса. Легко отразив несколько сумбурный натиск соперника, россиянин провёл ряд точных ударов, в частности, великолепный короткий правый апперкот по корпусу. В шестом раунде преимущество российского тяжеловеса уже выглядело подавляющим. Ближе к концу раунда Бойцов вновь потряс Биденко, проведя серию разнообразных ударов, и на этот раз не «отпустил» оппонента. Украинец ещё сумел прервать серию акцентированных попаданий Дениса, связав того в клинче. Но сразу после команды рефери продолжить бой, в момент сближения Бойцов нанес великолепный по точности и быстроте короткий удар слева снизу-сбоку в челюсть соперника и отправил Биденко в тяжёлый нокдаун. Биденко до окончания отсчёта рефери смог принять вертикальное положение, однако продолжать бой оказался не в состоянии.

### 2009—2012
После поражения от Бойцова, следующий бой Биденко провёл против финна Роберта Хелениуса. Атаки соперника оказались очень сильными, и в перерыве между 3 и 4 раундами, Тарас отказался от продолжения боя. В 2010 году, Тарас по очкам победил Кристиана Хаммера и Павелса Долговса. В марте 2012 годе, Тарас вышел на ринг против непобеждённого немца сирийского происхождения, Мануэля Чарра за вакантный серебряный титул интернационального чемпиона мира по версии WBC. Бой вышел очень конкурентным, и Биденко хоть и проиграл, но доставил немало хлопот Чарру.

## Спортивные достижения

### Профессиональные региональные
- 2002  Чемпион по версии PABA.
- 2004  Интерконтинентальный чемпион по версии WBO.
- 2004—2006  Интернациональный чемпион Германии.
- 2006  Чемпион Латиноамериканской федерации по версии WBA.
- 2006—2008  Интерконтинентальный чемпион по версии WBA.